# Galicija (srednja Europa)
Galicija, ili prema izvornom nazivu Galičina odnosno Haličina (ukr. Галичина (Halyčyna/Galičina), polj. Galicja, rus. Галиция (Galicija), njem. Galizien, mađ. Halics, češ. Halič), zemljopisna je regija u istočnom dijelu srednje Europe, smještena između zapadne Ukrajine i istočne Poljske. Regija je postala poznata nakon stvaranja srednjovjekovne Galičke Kneževine.
Galicija ili Galičina je dobila ime prema srednjovjekovnom političkom središtu ukrajinskom gradiću Galiču (čitaj: Halič) koji se danas nalazi u ukrajinskoj Ivano-Frankivskoj oblasti. Prema određenim povjesničarima slaveniziran naziv »Galič« (»Galičina«) ima keltsko porijeklo preneseno iz starorimske provincije Galije također u većini naseljene Keltima. 
Tijekom povijesti regija je bila dom više naroda, posebno Ukrajinaca, Poljaka, Nijemaca i Židova. Jezgru povijesne Galicije čine tri oblasti na zapadu Ukrajine: Lavov, Ternopilj i Ivano-Frankivsk. Glavni grad je Lavov (ukr. Lviv, pl. Lwów, njem. Lemberg), a važnije rijeke koje teku tom regijom su Dnjestar i Prut.

## Povijest
Galicija ili Galičina je pradomovina (Bijelih) Hrvata, a i danas postoje Ukrajinci iz tog područja, poput Dmytra Pavlyčka, koji tvrde da su njihovi preci pripadali plemenu Bijelih Hrvata. Pred razornim mongolskim napadom u 13. stoljeću, Bijeli Hrvati (Bijela Hrvatska) su počeli napuštati te prostore naseljavajući već poznat put između Karpata i Jadranskog mora odnosno Panonsku nizinu i druge prostore prema Jadranu. 
U 18. i 19. stoljeću je imala, pored prevladavajuće ukrajinske i poljske (i bjelohrvatsku, ako uzmemo u obzir podatke o nacionalnom izjašnjavanju useljenika u SAD s konca 19. i početka 20. stoljeća), i značajnu njemačku i židovsku zajednicu.
Galicija je prvi jači politički autoritet stekla u sklopu Kijevske Rusi tijekom 11. stoljeća za vremena kijevskog kneza Vladimira Velikog. U 14. stoljeću Galicija je u cijelosti došla pod vlast Poljske, dok su Ukrajinci postupno gubili političku autonomiju na tim prostorima. Nekoliko stoljeća kasnije, ti su prostori došli pod upravu Habsburške monarhije, a poslije se našla u austrijskom dijelu Austro-Ugarske.
U 20. stoljeću Galicija je bila poprište brojnih bitaka. U 1. svjetskom ratu je bila bojište gdje su se srazile Austro-Ugarska i Njemačka protiv Rusije.
Galicija ili Galičina je u 20. stoljeću bila zapadno središte ukrajinskog narodnog preporoda, u njoj je bila čvrsto propagirana neovisnost ukrajinske države od Sovjetskog Saveza. Nakon Holodomora 1933., Galicija je postala glavno središte Organizacije Ukrajinskih Nacionalista.

## Vanjske poveznice
- Osnovne informacije o regiji Galicija (Galičina) (eng.)  Arhivirana inačica izvorne stranice od 30. rujna 2009. (Wayback Machine)
- Fotografije galicijskih gradova i ostalih mjesta (eng.)  Arhivirana inačica izvorne stranice od 24. travnja 2006. (Wayback Machine)
- Jewish History in Galicia and Bukovina (engl.)